# Пелиго, Эжен
Эже́н Пелиго́ (фр. Eugène-Melchior Péligo, 24 марта 1811, Париж — 15 апреля 1890, там же) — французский химик, выделивший в 1841 году первый образец металлического урана.
Пелиго доказал, что чёрный порошок, который обнаружил Мартин Генрих Клапрот, был не чистым металлом, а оксидом урана (UO2). Затем он преуспел в производстве чистого металлического урана путем восстановления тетрахлорида урана (UCl4) с помощью металлического калия .
Пелиго был профессором аналитической химии в Национальном Институте Агрономии[уточнить]. Он сотрудничал с Жаном-Батистом Дюма, вместе они обнаружили метиловый радикал в ходе экспериментов с метанолом. Они также обнаружили газообразный диметиловый эфир и многие сложные эфиры. В 1838 году они успешно синтезировали n-цимол из камфору с использованием оксида фосфора(V).
В 1844 году Пелиго синтезировал ацетат хрома(II).